# Bignonia
Bignonia es un género de plantas de la familia Bignoniaceae que tiene 499 especies de árboles.

## Descripción
Son plantas robustas caducifolias, nativas de las Américas, que crecen muy rápidamente alcanzando más de 10 metros de altura, gracias a  que suben con zarcillos con ventosas.

## Taxonomía
El género fue descrito por Carlos Linneo y publicado en Species Plantarum 2: 622–625. 1753. La especie tipo es: Bignonia capreolata L. 

### Etimología
Bignonia: nombre genérico otorgado en honor a Jean-Paul Bignon  (1662-1743), por su protector Joseph Pitton de Tournefort en 1694.

## Especies más importantes
- Bignonia acumata
- Bignonia aequinoctialis
- Bignonia binata
- Bignonia bracteomana
- Bignonia capreolata
- Bignonia chelonoides
- Bignonia callistegioides
- Bignonia campanulata
- Bignonia catalpa
- Bignonia convolvuloides
- Bignonia corymbosa
- Bignonia costata
- Bignonia longiflora
- Bignonia phellosperma
- Bignonia suaveolens